# Ramón Vinay
Ramón Vinay, född 31 augusti 1911 i Chillán, Chile, död 4 januari 1996 i Puebla, Mexiko, var en chilensk operasångare (tenor) med en kraftfull dramatisk röst. Han är främst ihågkommen för sin tolkning av Giuseppe Verdis Othello.